# Vĩnh Yên, Bình Gia
Vĩnh Yên là một xã thuộc huyện Bình Gia, tỉnh Lạng Sơn, Việt Nam.
Xã Vĩnh Yên có diện tích 50,27 km², dân số năm 1999 là 1.107 người, mật độ dân số đạt 22 người/km².
Theo thống kê năm 2019, xã Vĩnh Yên có diện tích 50,27 km², dân số là 894 người, mật độ dân số đạt 18 người/km².